# 続帰郷
『続帰郷』（ぞくききょう）は、シンガーソングライターさだまさしの1999年12月16日発表のアルバムである。

## 概要
さだまさしのソロ・デビュー25周年記念に制作されたアルバム。ソロ・デビュー後の3枚のオリジナル・アルバム
- 帰去来（1976年） - ソロデビュー曲「線香花火」収録。
- 風見鶏（1977年） - さだ初めてのオリコン・アルバムチャート1位獲得アルバム。
- 私花集（アンソロジィ）（1978年） - オリコン・アルバムチャート1位獲得。

から精選したものを新録音で収録した。

## 収録曲
1. 夕凪
アルバム『帰去来』収録曲。
2. 童話作家
アルバム『帰去来』収録曲。
3. 指定券
アルバム『帰去来』収録曲。
4. フェリー埠頭
アルバム『私花集（アンソロジィ）』収録曲。
5. 加速度
アルバム『私花集（アンソロジィ）』収録曲。
6. 檸檬
アルバム『私花集（アンソロジィ）』収録曲。
7. 異邦人
アルバム『帰去来』収録曲。
8. つゆのあとさき
アルバム『風見鶏』収録曲。
9. 吸殻の風景
アルバム『風見鶏』収録曲。
10. 桃花源
アルバム『風見鶏』収録曲。
11. 秋桜
アルバム『私花集（アンソロジィ）』収録曲。
12. 晩鐘
アルバム『風見鶏』収録曲。
13. 飛梅
アルバム『風見鶏』収録曲。
14. セロ弾きのゴーシュ
アルバム『風見鶏』収録曲。

### 作詩・作曲・編曲
- 下記以外はすべて作詩[1]・作曲：さだまさし
  - 「桃花源」作詩：さだまさし　作曲：劉家昌
  - 「加速度」作曲：渡辺俊幸
- 下記以外は編曲：渡辺俊幸
  - 「童話作家」「檸檬」「異邦人」「秋桜」編曲：萩田光雄
  - 「吸殻の風景」編曲：倉田信雄